# Œnocyte
Les œnocytes sont des cellules se trouvant sous la cuticule des insectes. Leur rôle est la synthèse des hydrocarbones de surface (cire épicuticulaire). Ces derniers sont transférés directement des œnocytes sur la cuticule. Chez la drosophile Drosophilia melanogaster on est parvenu à "féminiser" génétiquement ces œnocytes. En effet, comme les hydrocarbones de surface servent notamment à la reconnaissance sexuelle chez les insectes, cette modification a rendu ces mâles génétiquement modifiés attractifs pour d'autres mâles.